# Станислав Димитров (политик)
Вижте пояснителната страница за други личности с името Станислав Димитров.
Станислав Боянов Димитров е български политик от Демократическата партия.
Роден е на 19 юни 1926 г. в град София. През 1945 г. завършва гимназия в София. Завършва Юридическия факултет в София през 1949 г. От 1953 г. е стажант-адвокат в София. В периода 1954 – 1960 г. работи като юрисконсулт в ДЗИ в неговото централно управление, а след това като адвокат до 1990 г. Между 1991 и 1992 г. е член на изпълнителното бюро на Демократическата партия към СДС и министър на земеделието. През 1992 става член на Конституционния съд, избран от квотата на Народното събрание. Бил е спортен съдия по лека атлетика.